# Palmpapper

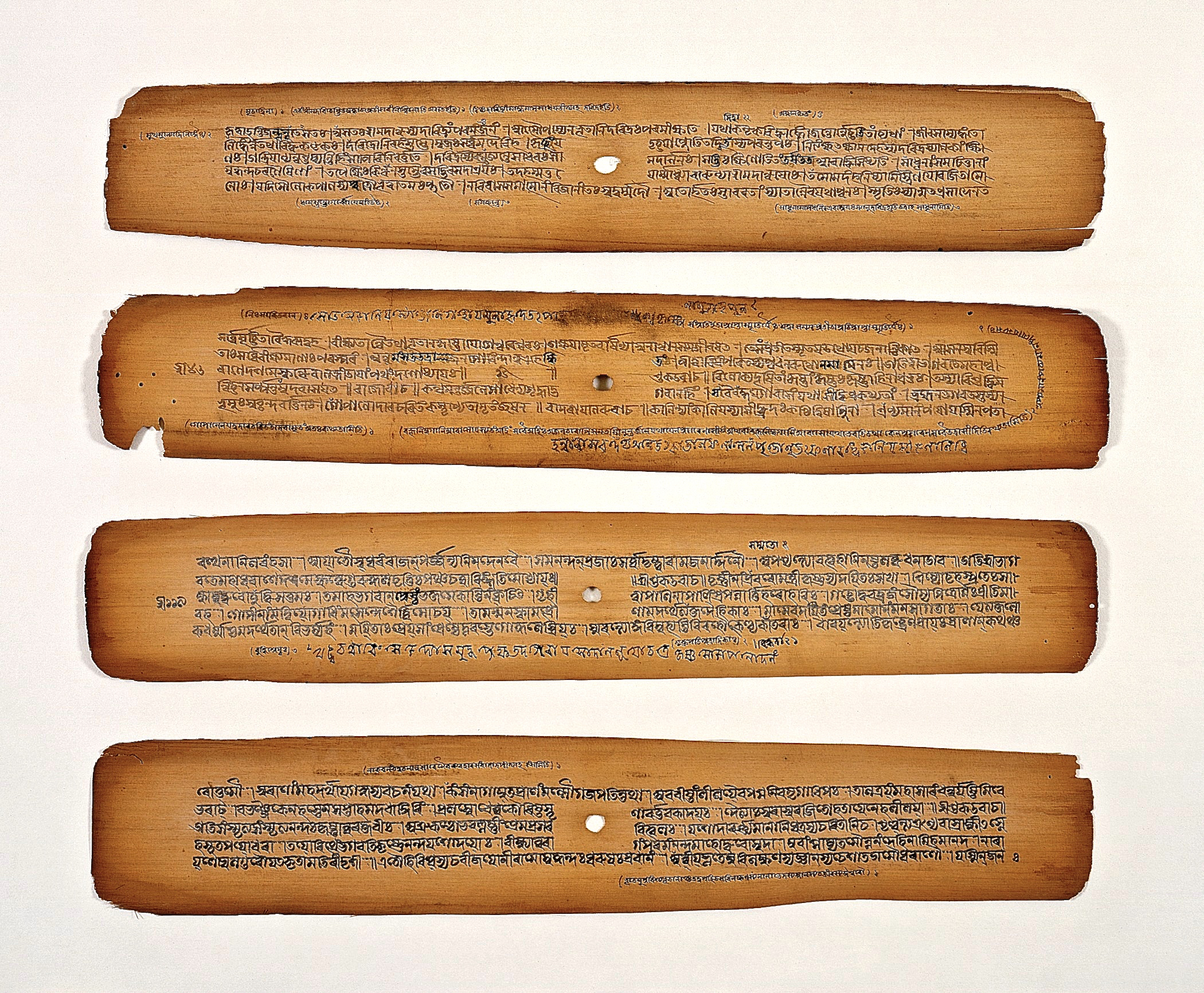
Bhagavata Purana skrivet på palmpapper.

Palmpapper är en typ av naturpapper som i äldre tider särskilt Indien användes att skriva med. 
Palmpappret erhölls genom att längdsegment av talipot- eller solfjäderspalmen blad skars, varpå dessa antingen direkt eller efter kokning i mjölk eller vatten utvalsades och torkades.